# Мітте (округ Берліна)
Це стаття про адміністративний округ Берліна. Статтю про однойменний район у його складі див. Мітте (район Берліна)
Мітте (нім. Mitte — центр) — центральний адміністративний округ Берліна.
У ході адміністративної реформи в 2001 р. було проведено об'єднання трьох округів: Мітте, Тіргартена і Веддінга, що утворили новий округ Мітте. У складі округу є однойменний район Мітте.

## Географія
В окрузі Мітте знаходяться більшість установ Бундестагу, Бундесрату та Федерального уряду, а також більшість посольств.

## Райони в складі округу Мітте
- 01 Округ Мітте
- 0101 Мітте
- 0102 Моабіт
- 0103 Ганзафіртель
- 0104 Тіргартен
- 0105 Веддінг
- 0106 Гезундбруннен

## Туристичні місця

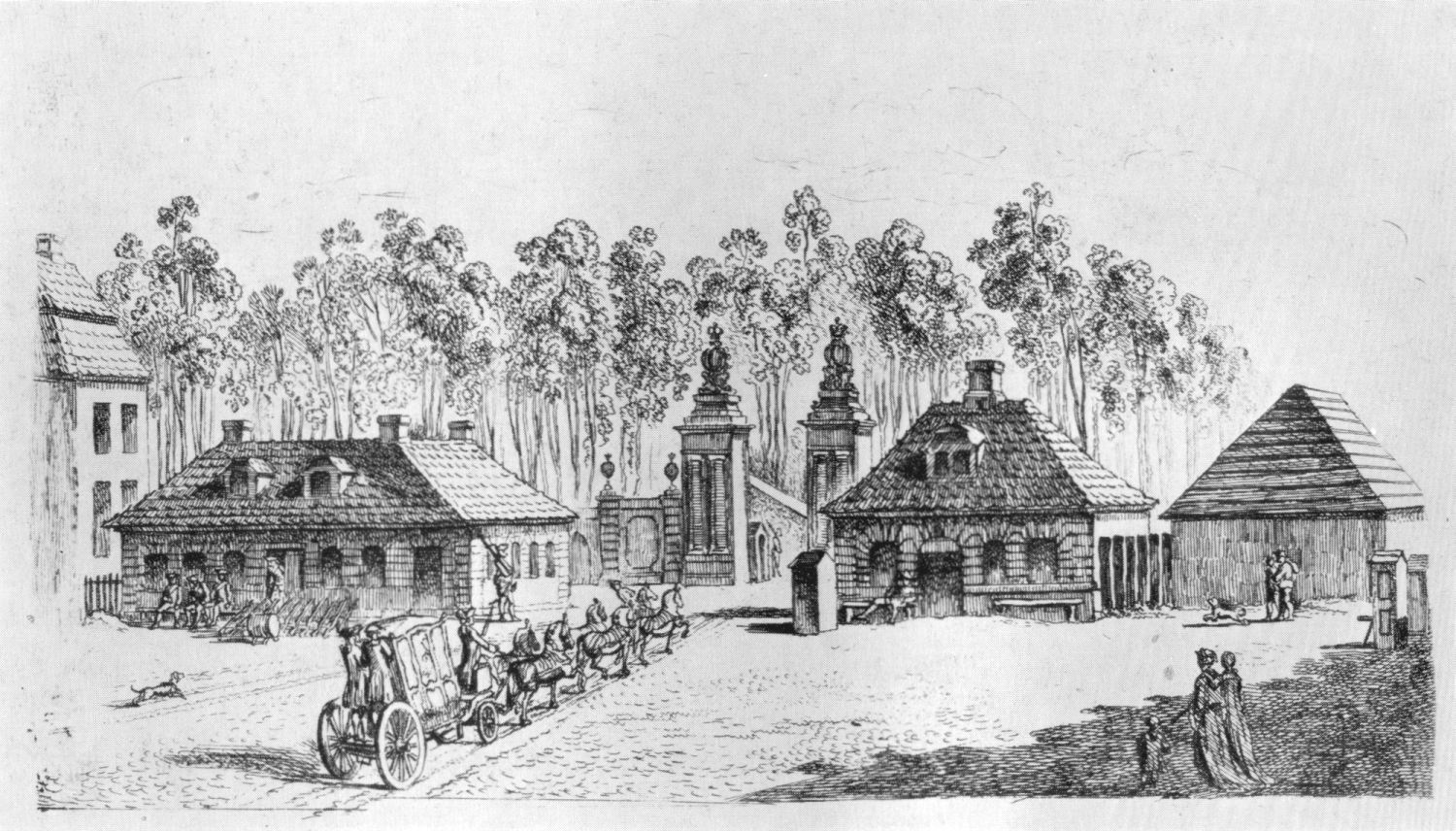
Бранденбурзькі ворота в 1764 р., вид на Великий Тіргартен

- Александерплац
- Берлінська телевежа
- Бранденбурзькі ворота
- Жандарменмаркт
- Музей конопель
- Ніколаіфіртель
- Музейний острів
- Потсдамська площа
- Рейхстаг
- Унтер-ден-Лінден та ін